# François van Caloen Arents
François Joseph Albert van Caloen (Brugge, 2 juli 1770 - 6 juni 1828) was voorzitter van de Brugse rechtbank.

## Levensloop
François van Caloen was een zoon van Karel Lodewijk van Caloen, schepen van het Brugse Vrije, en van Justine Rotsart de Hertaing. Hij trouwde in 1800 met Françoise Arents (1779-1857). Ze hadden tien kinderen en toch was er geen enkele die afstammelingen had. Hierdoor doofde deze familietak in 1887 uit.
Van Caloen was licentiaat in de rechten en werd voorzitter van de rechtbank van eerste aanleg in Brugge.
In 1816 werd hij erkend in de erfelijke adel en benoemd in de Ridderschap van de provincie West-Vlaanderen.